# 개봉동
개봉동(開峯洞)은 대한민국 서울특별시 구로구에 위치한 법정동이다.

## 개요
개봉동의 지명유래는 그 지역이 경인선과 남부순환로가 교차하는 곳에 남쪽의 개웅산과 북쪽의 매봉산 자락에 위치하고 있는데 “개웅산”의 ‘개’자와 “매봉산”의 ‘봉’자를 합쳐서 만들었다. 개봉1동은 그 면적 중 매봉산 자락에 위치하고 있으며 동쪽은 고척2동과 서쪽은 오류동 그리고 남쪽은 개봉2동, 또한 북쪽은 양천구 신정동과 경계를 이루고 있다.
조선시대에는 부평도호부 갈탄이었다. 1914년 3월 1일 경기도 부천군 계남면 개봉리로 되었다가 1941년 10월 1일 부천군 소사읍 개봉리로 바뀌었고, 1963년 1월 1일 서울특별시 영등포구에 편입되면서 개봉동으로 되었다. 1968년 이후로 서울특별시 도시계획에 따라 경기도 시흥군 서면 광명리(현 광명시 광명동)와 함께 주거지로 개발되었고, 1973년에 시흥군 서면 광명리와의 경계 조정이 이루어졌다. 1980년 4월 1일 구로구 신설로 이에 속하게 되었다. 같은 해 7월 1일  개봉2동이 분동하여, 2동과 3동으로 나뉘었다.

## 행정 구역
| 법정동 | 행정동    |
| ------ | --------- |
| 개봉동 | 개봉제1동 |
| 개봉동 | 개봉제2동 |
| 개봉동 | 개봉제3동 |

## 교육
- 개웅초등학교
- 매봉초등학교
- 개봉초등학교
- 개명초등학교
- 개웅중학교
- 개봉중학교

## 아파트
개봉동
- 현대건설 개봉2단지 현대홈타운 : 2001년 8월 입주.

## 교통
- 수도권 전철 1호선 개봉역

## 같이 보기
- 대한민국의 행정 구역